# Georges Mys
Georges Victor Liévin Mathieu Mys (Gent, 26 marzo 1880 – Gent, 7 novembre 1952) è stato un canottiere belga.
Ha vinto un argento nel canottaggio alle Olimpiadi intermedie di Atene 1906.
Ha vinto la medaglia d'argento olimpica nel canottaggio alle Olimpiadi 1908 tenutesi a Londra, nella gara di Otto maschile con Oscar Taelman, Marcel Morimont, Rémy Orban, François Vergucht, Polydore Veirman, Oscar Dessomville, Rodolphe Poma e Alfred Van Landeghem.